# フェレット (駆逐艦・初代)
フェレット（英語：ferret）は  1893年からイギリス海軍に所属し、1911年に沈没した駆逐艦 。 

## 建設
フェレットは、 12ポンド砲1門と6ポンド砲3門、および魚雷発射管3基（2基はデッキマウントに、1基は固定弓管）で武装していた。 船首チューブはすぐに取り外され、デッキチューブを取り外して2基の6ポンド砲を追加する準備が整いました。 彼女は42の補数を運んだ（後で53に引き上げ）。 彼女のキャリアの後の方で、彼女は実験としてブームブレイクに備えていました。 彼女のforebridge、銃や弓チューブを除去し、亀は担保楼は 、この目的のために強化されました。 

## 戦歴
フェレットは1893年12月9日に計画され、1895年に完成した。 
1900年2月初旬にイギリス海軍に入籍した時に、 デボンポートの教育艦隊に勤務した。 
1902年の春にボイラーの修理を受けたその後、その年の7月に砲雷学校の艦として勤務した。
1902年8月16日にエドワード7世の観艦式に参加し、アーサーウィリアムトムリンソン中尉が8月8日から一時的に指揮を執った。 